# Історія примари
«Історія примари» (англ. A Ghost Story) — фентезійна романтична драма, знята Девідом Лоурі за його ж сценарієм. Головні ролі виконали Кейсі Аффлек і Руні Мара.

## Сюжет
Музикант живе зі своєю дружиною в невеликому будинку. Жінка хоче переїхати, а чоловік проти. Однієї ночі вони чують звук фортепіано, але не можуть з'ясувати причину.
Чоловік гине в автомобільній катастрофі неподалік від будинку. У лікарні вона накриває його простирадлом. Він повертається у свій будинок як привид і починає спостерігати. Дружина сумує. Вона вирішує переїхати та перед тим залишає записку в щілині. Примара намагається дістати її, але марно.
У будинок заїжджає сім'я. Діти стурбовані наявністю чогось надприродного. Родина покидає будинок після незрозумілого погрому в кухні. Після нових мешканців будинок стає пустим і невдовзі його рівняють з землею бульдозером.
Примара стрибає з хмарочоса та потрапляє у минуле на кілька століть назад. Родина поселенців будують будинок. Маленька дівчинка пише щось на папері та ховає під каменем. Цю сім'ю вбивають.
Примара бачить період, коли він з дружиною заїхали в будинок і як сперечалися з приводу поїхати звідсіля. Після того як чоловік зізнався, що готовий до переїзду, примара сідає на фортепіано, спричиняючи шум. Інший привид спостерігає як жінка виїжджає. Врешті-решт чоловіку-примарі вдається дістати записку з щілини, він читає її та зникає.

## У ролях
| Актор           | Роль            |
| --------------- | --------------- |
| Кейсі Аффлек    | С               |
| Руні Мара       | М               |
| Вілл Олдем      | провісник       |
| Ліз Франке      | Лінда           |
| Соня Асевадо    | Марія           |
| Бріа Грант      | Клара           |
| Кенейша Томпсон | лікар           |
| Кеша Себерт     | дівчина-примара |
| Карлос Бермудес | Карлос          |

## Створення фільму

### Виробництво
Зйомки фільму проходили в Ірвінгу та Форт-Верті, США.

### Знімальна група
- Кінорежисер — Девід Лоурі
- Сценарист —Девід Лоурі
- Кінопродюсер — Тобі Холбрукс, Джеймс М. Джонстон, Адам Донаг'ю
- Композитор — Деніел Гарт
- Кінооператор — Ендрю Дроз Палермо
- Кіномонтаж — Девід Лоурі
- Художник-постановник — Джейд Гілі, Том Волкер
- Артдиректор — Девід Пінк
- Художник-декоратор — Джудд Маєрс
- Художник з костюмів — Аннелл Бродер
- Підбір акторів — Тіша Блад, Меттью Вест Тейлор[3]

## Сприйняття

### Критика
Фільм отримав схвальні відгуки. На сайті Rotten Tomatoes оцінка стрічки становить 91 % на основі 231 відгук від критиків (середня оцінка 8,0/10) і 65 % від глядачів із середньою оцінкою 3,5/5 (16 048 голосів). Фільму зарахований «свіжий помідор» від кінокритиків та «попкорн» від глядачів, Internet Movie Database — 6,9/10 (37 661 голос), Metacritic — 84/100 (46 відгуків критиків) і 6,9/10 (175 відгуків від глядачів).

### Номінації та нагороди
| Нагороди та номінації фільму «Історія примари» | Нагороди та номінації фільму «Історія примари» | Нагороди та номінації фільму «Історія примари» | Нагороди та номінації фільму «Історія примари»               | Нагороди та номінації фільму «Історія примари» | Нагороди та номінації фільму «Історія примари» |
| Рік                                            | Кінофестиваль/кінопремія                       | Категорія/нагорода                             | Номінант                                                     | Результат                                      |                                                |
| ---------------------------------------------- | ---------------------------------------------- | ---------------------------------------------- | ------------------------------------------------------------ | ---------------------------------------------- | ---------------------------------------------- |
| 2017                                           | Спілка кінокритиків Бостона                    | Найкращий монтаж фільму                        | Девід Лоурі                                                  | Перемога                                       |                                                |
| 2017                                           | Кінофестиваль американських фільмів у Довілі   | Нагорода критиків                              | Девід Лоурі                                                  | Перемога                                       |                                                |
| 2017                                           | Кінофестиваль американських фільмів у Довілі   | Приз журі                                      | Девід Лоурі                                                  | Перемога                                       |                                                |
| 2017                                           | Кінофестиваль американських фільмів у Довілі   | Приз відкриття                                 | Девід Лоурі                                                  | Перемога                                       |                                                |
| 2017                                           | Кінофестиваль американських фільмів у Довілі   | Гран-прі                                       | Девід Лоурі                                                  | Перемога                                       |                                                |
| 2017                                           | Національна рада кінокритиків США              | Найкращі десять незалежних фільмів             | «Історія примари»                                            | Перемога                                       |                                                |
| 2017                                           | Кінофестиваль у Сіджасі                        | Найкраща робота оператора                      | Ендрю Дроз Палермо                                           | Перемога                                       |                                                |
| 2017                                           | Кінофестиваль у Сіджасі                        | Найкращий повнометражний фільм                 | Девід Лоурі                                                  | Перемога                                       |                                                |
| 2017                                           | «Санденс»                                      | Нагорода глядачів                              | Девід Лоурі                                                  | Номінація                                      |                                                |
| 2018                                           | «Незалежний дух»                               | Приз Джона Кассаветеса                         | Девід Лоурі, Тобі Холбрукс, Джеймс М. Джонстон, Адам Донаг'ю | Номінація                                      |                                                |
| 2018                                           | Асоціація кінокритиків Джорджії                | Найкращий фільм                                | «Історія примари»                                            | Номінація                                      |                                                |
| 2018                                           | Асоціація кінокритиків Джорджії                | Найкраща оригінальна пісня                     | Деніел Гарт                                                  | Номінація                                      |                                                |
| 2018                                           | «Золотий трейлер»                              | Найкращі інновації в рекламі художнього фільму | A24                                                          | Номінація                                      |                                                |
| 2018                                           | Спілка кінокритиків Г'юстона                   | Нагорода незалежному фільму                    | «Історія примари»                                            | Перемога                                       |                                                |
| 2018                                           | Спілка кінокритиків Г'юстона                   | Найкраща оригінальна пісня                     | «I Get Overwhelmed»                                          | Номінація                                      |                                                |